# Monte Franke
Il Monte Franke (in lingua inglese: Mount Franke), è una prominente montagna antartica alta 1600 m, con la roccia esposta sul versante settentrionale, situata sul fianco occidentale del ghiacciaio Shackleton tra il Monte Wasko e il Monte Cole, nei Monti della Regina Maud, in Antartide.

## Storia
Il monte è stato scoperto e fotografato dall'United States Antarctic Service (USAS)  nel periodo 1939–41 e ispezionato dal geofisico statunitense Albert P. Crary nel 1957-58.
La denominazione è stata assegnata dallo stesso Crary in onore del capitano di corvetta Willard J. Franke, della U.S. Navy, componente della squadriglia VX-6 presso la base antartica Little America V nell'inverno del 1958.